# Аркология
Аркология (дума, съставна от архитектура и екология) е архитектурна концепция, отчитаща екологични фактори при проектирането на жилищната среда на хората. Основните принципи на аркологията са развити от италианския архитект Паоло Солери. В по-тесен смисъл под аркология се разбира това, че чрез изграждането на големи, самоосигуряващи се, добре планирани, сложни и на много нива конструкции (хиперструктури), в които живее населението на един цял град, може да се намали максимално отрицателното въздействие на населените места към околната среда.